# Ali Al-Nono
Ali Mohammed Al-Nono (in arabo علي النونو‎?; 7 giugno 1980) è un ex calciatore yemenita, di ruolo attaccante.

## Carriera

### Club
Cresciuto nelle giovanili dell'Al Ahli San'a', nel 1998 si è trasferito all'Al-Masry, club egiziano. Nel 1999 è tornato all'Al Ahli San'a' e vi ha militato fino al 2003. In quattro stagioni ha vinto 3 campionati, una Coppa dell'Unità e una Coppa del Presidente. Nel 2004 è passato in prestito all'Al-Sha'ab Ibb, per poi trasferirsi a titolo definitivo all'Al-Merrikh, club sudanese. L'anno successivo è passato all'Al-Bisitin, club bahreinita. Nel 2006 si è trasferito al Tishrin, club siriano. L'anno successivo è tornato in patria, firmando un contratto con l'Al Ahli San'a'. Nel 2010 si è trasferito all'Al-Tilal. L'anno successivo è tornato all'Al Ahli San'a', con cui ha concluso la propria carriera da calciatore nel 2014.

### Nazionale
Ha debuttato in Nazionale il 10 febbraio 2000, in Nepal-Yemen (0-3), gara in cui ha siglato la rete del momentaneo 0-2 al minuto 32 del primo tempo. Ha partecipato, con la Nazionale, alle qualificazioni ai mondiali 2002, 2006 e 2010, alle qualificazioni alla Coppa d'Asia 2000, 2007 e 2011.  È sceso in campo, inoltre, nella Coppa araba 2002, nella Campionato dell'Asia occidentale 2010, nella Coppa del Golfo 2007, 2009, 2010. Ha collezionato in totale, con la maglia della Nazionale, 52 presenze e 29 reti, risultando attualmente il miglior marcatore della storia della nazionale yemenita.

## Statistiche

### Cronologia presenze e reti in nazionale
| Cronologia completa delle presenze e delle reti in nazionale ― Yemen | Cronologia completa delle presenze e delle reti in nazionale ― Yemen | Cronologia completa delle presenze e delle reti in nazionale ― Yemen | Cronologia completa delle presenze e delle reti in nazionale ― Yemen | Cronologia completa delle presenze e delle reti in nazionale ― Yemen | Cronologia completa delle presenze e delle reti in nazionale ― Yemen | Cronologia completa delle presenze e delle reti in nazionale ― Yemen | Cronologia completa delle presenze e delle reti in nazionale ― Yemen |
| Data                                                                 | Città                                                                | In casa                                                              | Risultato                                                            | Ospiti                                                               | Competizione                                                         | Reti                                                                 | Note                                                                 |
| -------------------------------------------------------------------- | -------------------------------------------------------------------- | -------------------------------------------------------------------- | -------------------------------------------------------------------- | -------------------------------------------------------------------- | -------------------------------------------------------------------- | -------------------------------------------------------------------- | -------------------------------------------------------------------- |
| 10-2-2000                                                            | Hawalli                                                              | Nepal                                                                | 0 – 3                                                                | Yemen                                                                | Qual. Coppa d'Asia 2000                                              | 1                                                                    |                                                                      |
| 18-2-2000                                                            | Hawalli                                                              | Yemen                                                                | 11 – 2                                                               | Bhutan                                                               | Qual. Coppa d'Asia 2000                                              | 3                                                                    |                                                                      |
| 7-4-2001                                                             | Bandar Seri Begawan                                                  | Brunei                                                               | 0 – 5                                                                | Yemen                                                                | Qual. Mondiali 2002                                                  | 2                                                                    | 77’                                                                  |
| 15-4-2001                                                            | Bangalore                                                            | India                                                                | 1 – 1                                                                | Yemen                                                                | Qual. Mondiali 2002                                                  | -                                                                    | 83’                                                                  |
| 4-5-2001                                                             | Sana'a                                                               | Yemen                                                                | 3 – 3                                                                | India                                                                | Qual. Mondiali 2002                                                  | -                                                                    |                                                                      |
| 11-5-2001                                                            | Sana'a                                                               | Yemen                                                                | 2 – 1                                                                | Emirati Arabi Uniti                                                  | Qual. Mondiali 2002                                                  | 1                                                                    |                                                                      |
| 18-5-2001                                                            | al-'Ayn                                                              | Emirati Arabi Uniti                                                  | 3 – 2                                                                | Yemen                                                                | Qual. Mondiali 2002                                                  | 1                                                                    |                                                                      |
| 17-12-2002                                                           | Al Kuwait                                                            | Yemen                                                                | 0 – 4                                                                | Siria                                                                | Coppa araba 2002 - Gironi                                            | -                                                                    |                                                                      |
| 21-12-2002                                                           | Al Kuwait                                                            | Bahrein                                                              | 3 – 1                                                                | Yemen                                                                | Coppa araba 2002 - Gironi                                            | -                                                                    |                                                                      |
| 24-12-2002                                                           | Al Kuwait                                                            | Libano                                                               | 4 – 2                                                                | Yemen                                                                | Coppa araba 2002 - Gironi                                            | -                                                                    |                                                                      |
| 17-9-2003                                                            | Sana'a                                                               | Yemen                                                                | 3 – 2                                                                | Sudan                                                                | Amichevole                                                           | -                                                                    |                                                                      |
| 9-6-2004                                                             | al-'Ayn                                                              | Emirati Arabi Uniti                                                  | 3 – 0                                                                | Yemen                                                                | Qual. Mondiali 2006                                                  | -                                                                    |                                                                      |
| 8-9-2004                                                             | Sana'a                                                               | Yemen                                                                | 3 – 1                                                                | Emirati Arabi Uniti                                                  | Qual. Mondiali 2006                                                  | 2                                                                    |                                                                      |
| 13-10-2004                                                           | Pyongyang                                                            | Corea del Nord                                                       | 2 – 1                                                                | Yemen                                                                | Qual. Mondiali 2006                                                  | -                                                                    | 83’                                                                  |
| 1-11-2004                                                            | Dubai                                                                | Yemen                                                                | 2 – 2                                                                | Zambia                                                               | Amichevole                                                           | 1                                                                    |                                                                      |
| 3-12-2004                                                            | Dubai                                                                | Iraq                                                                 | 3 – 1                                                                | Algeria                                                              | Amichevole                                                           | -                                                                    |                                                                      |
| 5-12-2004                                                            | Doha                                                                 | Qatar                                                                | 3 – 0                                                                | Yemen                                                                | Amichevole                                                           | -                                                                    |                                                                      |
| 22-2-2006                                                            | Sana'a                                                               | Yemen                                                                | 0 – 4                                                                | Arabia Saudita                                                       | Qual. Coppa d'Asia 2007                                              | -                                                                    |                                                                      |
| 1-3-2006                                                             | Nuova Delhi                                                          | India                                                                | 0 – 3                                                                | Yemen                                                                | Qual. Coppa d'Asia 2007                                              | 1                                                                    |                                                                      |
| 16-8-2006                                                            | Niigata                                                              | Giappone                                                             | 2 – 0                                                                | Yemen                                                                | Qual. Coppa d'Asia 2007                                              | -                                                                    |                                                                      |
| 6-9-2006                                                             | Sana'a                                                               | Yemen                                                                | 0 – 1                                                                | Giappone                                                             | Qual. Coppa d'Asia 2007                                              | -                                                                    |                                                                      |
| 11-10-2006                                                           | Gedda                                                                | Arabia Saudita                                                       | 5 – 0                                                                | Yemen                                                                | Qual. Coppa d'Asia 2007                                              | -                                                                    |                                                                      |
| 15-11-2006                                                           | Sana'a                                                               | Yemen                                                                | 2 – 1                                                                | India                                                                | Qual. Coppa d'Asia 2007                                              | 1                                                                    |                                                                      |
| 12-1-2007                                                            | Dubai                                                                | Bahrein                                                              | 4 – 0                                                                | Yemen                                                                | Amichevole                                                           | -                                                                    |                                                                      |
| 17-1-2007                                                            | Abu Dhabi                                                            | Yemen                                                                | 1 – 1                                                                | Kuwait                                                               | Coppa del Golfo 2007 - Gironi                                        | -                                                                    |                                                                      |
| 20-1-2007                                                            | Abu Dhabi                                                            | Emirati Arabi Uniti                                                  | 2 – 1                                                                | Yemen                                                                | Coppa del Golfo 2007 - Gironi                                        | -                                                                    | 65’                                                                  |
| 23-1-2007                                                            | Abu Dhabi                                                            | Oman                                                                 | 2 – 1                                                                | Yemen                                                                | Coppa del Golfo 2007 - Gironi                                        | -                                                                    | 46’                                                                  |
| 9-11-2007                                                            | Sana'a                                                               | Yemen                                                                | 1 – 1                                                                | Thailandia                                                           | Qual. Mondiali 2010                                                  | 1                                                                    | 83’                                                                  |
| 18-11-2007                                                           | Bangkok                                                              | Thailandia                                                           | 1 – 0                                                                | Yemen                                                                | Qual. Mondiali 2010                                                  | -                                                                    | 57’                                                                  |
| 26-1-2008                                                            | Riffa                                                                | Bahrein                                                              | 2 – 1                                                                | Yemen                                                                | Amichevole                                                           | -                                                                    |                                                                      |
| 25-4-2008                                                            | Bandung                                                              | Indonesia                                                            | 1 – 0                                                                | Yemen                                                                | Amichevole                                                           | -                                                                    |                                                                      |
| 28-12-2008                                                           | Sana'a                                                               | Yemen                                                                | 1 – 0                                                                | Zimbabwe                                                             | Amichevole                                                           | 1                                                                    |                                                                      |
| 5-1-2009                                                             | Mascate                                                              | Emirati Arabi Uniti                                                  | 3 – 1                                                                | Yemen                                                                | Coppa del Golfo 2009 - Gironi                                        | 1                                                                    |                                                                      |
| 8-1-2009                                                             | Mascate                                                              | Arabia Saudita                                                       | 6 – 0                                                                | Yemen                                                                | Coppa del Golfo 2009 - Gironi                                        | -                                                                    |                                                                      |
| 11-1-2009                                                            | Mascate                                                              | Qatar                                                                | 2 – 1                                                                | Yemen                                                                | Coppa del Golfo 2009 - Gironi                                        | 1                                                                    |                                                                      |
| 20-1-2009                                                            | Kumamoto                                                             | Giappone                                                             | 2 – 1                                                                | Yemen                                                                | Qual. Coppa d'Asia 2011                                              | 1                                                                    | 67’                                                                  |
| 28-1-2009                                                            | Sana'a                                                               | Yemen                                                                | 1 – 0                                                                | Hong Kong                                                            | Qual. Coppa d'Asia 2011                                              | -                                                                    |                                                                      |
| 18-11-2009                                                           | Riffa                                                                | Bahrein                                                              | 4 – 0                                                                | Yemen                                                                | Qual. Coppa d'Asia 2011                                              | -                                                                    | 83’                                                                  |
| 30-12-2009                                                           | Sana'a                                                               | Yemen                                                                | 2 – 1                                                                | Tagikistan                                                           | Amichevole                                                           | 1                                                                    |                                                                      |
| 6-1-2010                                                             | Sana'a                                                               | Yemen                                                                | 2 – 3                                                                | Giappone                                                             | Qual. Coppa d'Asia 2011                                              | -                                                                    |                                                                      |
| 15-1-2010                                                            | Sana'a                                                               | Yemen                                                                | 3 – 1                                                                | Kenya                                                                | Amichevole                                                           | 1                                                                    |                                                                      |
| 20-1-2010                                                            | Sana'a                                                               | Yemen                                                                | 3 – 0                                                                | Bahrein                                                              | Qual. Coppa d'Asia 2011                                              | 2                                                                    | 83’                                                                  |
| 3-3-2010                                                             | Wanchai                                                              | Hong Kong                                                            | 0 – 0                                                                | Yemen                                                                | Qual. Coppa d'Asia 2011                                              | -                                                                    |                                                                      |
| 7-9-2010                                                             | Sana'a                                                               | Yemen                                                                | 2 – 1                                                                | Siria                                                                | Amichevole                                                           | 1                                                                    |                                                                      |
| 25-9-2010                                                            | Amman                                                                | Iraq                                                                 | 2 – 1                                                                | Yemen                                                                | Campionato dell'Asia occidentale 2010 - Gironi                       | 1                                                                    |                                                                      |
| 27-9-2010                                                            | Amman                                                                | Palestina                                                            | 1 – 3                                                                | Yemen                                                                | Campionato dell'Asia occidentale 2010 - Gironi                       | 2                                                                    |                                                                      |
| 1-10-2010                                                            | Amman                                                                | Kuwait                                                               | 1 – 1 dts (4 - 3 dtr)                                                | Yemen                                                                | Campionato dell'Asia occidentale 2010 - Semifinali                   | 1                                                                    |                                                                      |
| 13-10-2010                                                           | Pune                                                                 | India                                                                | 3 – 6                                                                | Yemen                                                                | Amichevole                                                           | -                                                                    | 85’                                                                  |
| 7-11-2010                                                            | Sana'a                                                               | Yemen                                                                | 2 – 2                                                                | Uganda                                                               | Amichevole                                                           | 2                                                                    |                                                                      |
| 22-11-2010                                                           | Aden                                                                 | Yemen                                                                | 0 – 4                                                                | Arabia Saudita                                                       | Coppa del Golfo 2010 - Gironi                                        | -                                                                    | 81’                                                                  |
| 25-11-2010                                                           | Abyan                                                                | Qatar                                                                | 2 – 1                                                                | Yemen                                                                | Coppa del Golfo 2010 - Gironi                                        | -                                                                    |                                                                      |
| 28-11-2010                                                           | Abyan                                                                | Yemen                                                                | 0 – 3                                                                | Kuwait                                                               | Coppa del Golfo 2010 - Gironi                                        | -                                                                    | 90’                                                                  |
| Totale                                                               |                                                                      | Presenze                                                             | 52                                                                   |                                                                      | Reti                                                                 | 29                                                                   |                                                                      |

## Palmarès

### Club

#### Competizioni nazionali
- Campionato yemenita di calcio: 3 :

Al-Ahli San'a': 1998-1999, 1999-2000, 2000-2001
- Coppa del Presidente della Repubblica (Yemen): 3

Al-Ahli San'a': 2001, 2004, 2009
- Coppa dell'Unità: 1

Al-Ahli San'a': 2004
- Supercoppa yemenita: 1

Al-Ahli San'a': 2009

### Individuale
- Capocannoniere del campionato yemenita: 2

Al-Ahli San'a': 2000-2001, 2007-2008
- Capocannoniere del Campionato dell'Asia occidentale: 1

2010